# Erotes

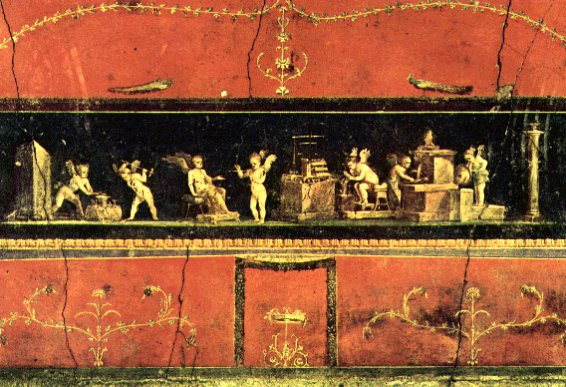
Erotes (Amores), fresk, Casa dei Vettii, Pompeje

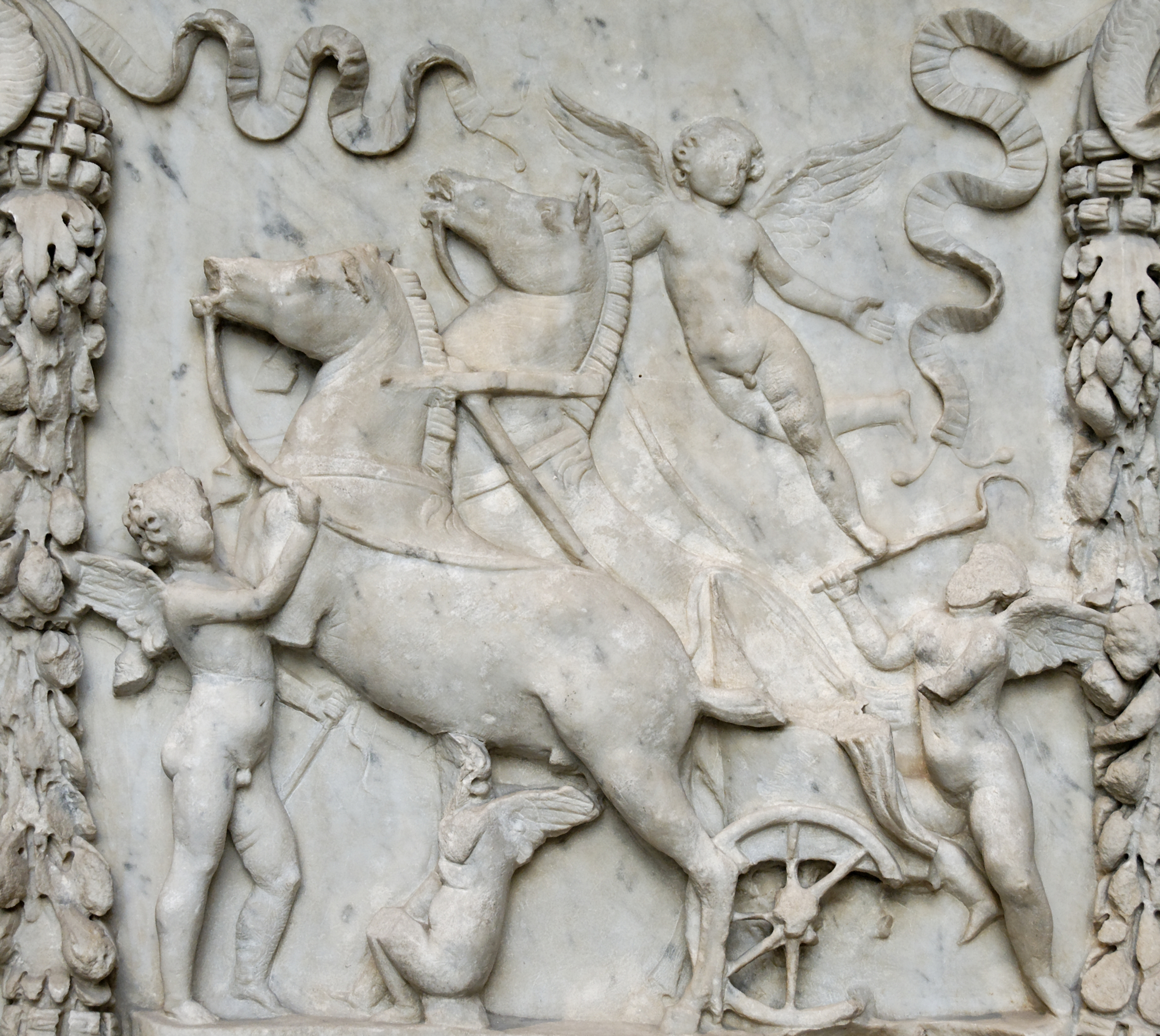
Erotes (Amores), część ołtarza poświęconego Marsowi i Wenus, Muzeum Narodowe w Rzymie

Erotes (lm gr. Ἔρωτες Érōtes, łac. Amores, Cupidines, lp gr. Ἔρως Érōs, Ἔρωτας Érōtas ‘miłość’, ‘namiętność’, łac. Amor ‘miłość’, Cupidus ‘pożądliwy’, ‘żądny’, ‘namiętny’, Cupido ‘żądza miłości’, ‘pożądanie’) – w mitologii greckiej uosobienia z orszaku bogini Afrodyty:
- Eros (gr. Ἔρως Éros, Ἔρωτας Érotas ‘miłość’, ‘namiętność’, łac. Amor ‘miłość’, Cupidus ‘pożądliwy’, ‘żądny’, ‘namiętny’, Cupido ‘żądza miłości’, ‘pożądanie’) – bóg miłości;
- Anteros (gr. Ἀντέρως Antérōs ‘przeciw miłość’, łac. Anterus) – bóg miłości odwzajemnionej lub miłości nieodwzajemnionej i zemsty za zdradzoną miłość (odrzuconą miłość);
- Himeros (gr. Ἵμερος Imeros, Himeros, łac. Himerus) – bóg miłosnego pożądania, pragnienia (żądzy), namiętnej miłości;
- Potos (gr. Πόθος Póthos ‘pragnienie’, ‘pożądanie’, łac. Pothus) – bóg miłosnego pożądania, pragnienia (żądzy), tęsknoty;
- Hymen (Hymenajos; gr. Ὑμέναιος Hyménaios, łac. Hymen, Hymenaeus ‘pieśń weselna’, ‘wesele’, ‘gody’) – bóg pieśni weselnej, ceremonii ślubnej (obrządku zaślubin), orszaku weselnego;
- Hedylogos (gr. Ἡδυλογος Hedylogos, łac. Hedylogus) – bóg pochlebstwa, „słodkiej” rozmowy („słodkich” słów);
- Pejto (gr. Πειθώ Peithṓ ‘namowa’, łac. Peitho) – bogini namowy, uwodzenia.

Przedstawiano ich jako skrzydlatych chłopców (tzw. amorki) lub młodych mężczyzn.